# Troféu Matteotti
O Troféu Matteotti é uma prova de ciclismo italiana disputada nos arredores de Pescara, no mês de agosto. O nome do troféu rende homenagem a Giacomo Matteotti, deputado socialista assassinado em 1924.
Criada em 1945, de 1975 a 1995, foi o percurso do Campeonato da Itália de Ciclismo em Estrada. Desde a criação dos Circuitos Continentais UCI em 2005 faz parte do UCI Europe Tour, dentro da categoria 1.1.

## Palmarés
| Ano                       | Vencedor              | Segundo                | Terceiro                 |
| ------------------------- | --------------------- | ---------------------- | ------------------------ |
| 1945                      | Mario Ricci           | Sergio Maggini         | Glauco Servadei          |
| 1946                      | Gino Bartali          | Adolfo Leoni           | Aldo Ronconi             |
| 1947                      | Virgilio Salimbeni    | Angelo Fumagalli       | Augusto Bontempi         |
| 1948                      | Spartaco Rosati       | Armando Barducci       | José Beyaert             |
| 1949                      | Giuseppe Minardi      | Livio Isotti           | Widmer Servadei          |
| 1950                      | Dante Rivola          | Fausto Marini          | Giovanni Pinarello       |
| 1951                      | Elio Brascola         | Rinaldo Moresco        | Remo Sabatini            |
| 1952 edição não realizada |                       |                        |                          |
| 1953                      | Giuseppe Doni         | Danilo Barozzi         | Livio Isotti             |
| 1954                      | Giuliano Michelon     | Luciano Ciancola       | Livio Isotti             |
| 1955                      | Giuseppe Minardi      | Danilo Barozzi         | Bruno Monti              |
| 1956                      | Bruno Tognaccini      | Roberto Falaschi       | Waldemaro Bartolozzi     |
| 1957                      | Silvano Ciampi        | Pierino Baffi          | Dino Bruni               |
| 1958                      | Ercole Baldini        | Aldo Moser             | Nello Fabbri             |
| 1959                      | Adriano Zamboni       | Silvano Ciampi         | Noè Conti                |
| 1960                      | Oreste Magni          | Italo Mazzacurati      | Fernandino Brandolini    |
| 1961                      | Angelo Conterno       | Gastone Nencini        | Gilbert Desmet           |
| 1962                      | Pierino Baffi         | Bruno Mealli           | Silvano Ciampi           |
| 1963                      | Pierino Baffi         | Rino Benedetti         | Franco Cribiori          |
| 1964                      | Guido De Rosso        | Giovanni Fabbri        | Giuseppe Sartore         |
| 1965                      | Guido De Rosso        | Diego Ronchini         | Ambrogio Portalupi       |
| 1966                      | Vito Taccone          | Felice Gimondi         | Adriano Durante          |
| 1967                      | Dino Zandegù          | Luigi Sgarbozza        | Michelle Dancelli        |
| 1968                      | Ole Ritter            | Michelle Dancelli      | Adriano Passuello        |
| 1969                      | Marino Basso          | Luigi Sgarbozza        | Adriano Durante          |
| 1970                      | Felice Gimondi        | Vittorio Urbani        | Tino Conti               |
| 1971                      | Wilmo Francioni       | Giancarlo Polidori     | Georges Pintens          |
| 1972                      | Davide Boifava        | Michelle Dancelli      | Emanuele Bergamo         |
| 1973                      | Roger De Vlaeminck    | Marino Basso           | Pierino Gavazzi          |
| 1974                      | Franco Bitossi        | Francesco Moser        | Giovanni Battaglin       |
| 1975                      | Francesco Moser       | Valerio Lualdi         | Tino Conti               |
| 1976                      | Francesco Moser       | Pierino Gavazzi        | Enrico Paolini           |
| 1977                      | Wilmo Francioni       | Carmelo Barone         | Phil Edwards             |
| 1978                      | Francesco Moser       | Giovanni Battaglin     | Mario Beccia             |
| 1979                      | Giovanni Battaglin    | Silvano Contini        | Serge Parsani            |
| 1980                      | Silvano Contini       | Pierino Gavazzi        | Giovanni Battaglin       |
| 1981                      | Alf Segersäll         | Sergio Santimaria      | Gianbattista Baronchelli |
| 1982                      | Moreno Argentin       | Palmiro Masciarelli    | Ennio Salvador           |
| 1983                      | Marino Amadori        | Claudio Torelli        | Moreno Argentin          |
| 1984                      | Michael Wilson        | Daniele Ferrari        | Stefano Giuliani         |
| 1985                      | Pierino Gavazzi       | Palmiro Masciarelli    | Claudio Corti            |
| 1986                      | Jørgen Marcussen      | Pierino Gavazzi        | Gianbattista Baronchelli |
| 1987                      | Massimo Ghirotto      | Tullio Cortinovis      | Francesco Cesarini       |
| 1988                      | Ennio Salvador        | Jørgen Marcussen       | Rolf Sørensen            |
| 1989                      | Roberto Pelliconi     | Marco Vitali           | Eddie Salas              |
| 1990                      | Mario Chiesa          | Franco Ballerini       | Stefano Giuliani         |
| 1991                      | Daniel Steiger        | Pierino Gavazzi        | Stefano Giraldi          |
| 1992                      | Beat Zberg            | Marco Lietti           | Leonardo Sierra          |
| 1993                      | Alberto Elli          | Bruno Cenghialta       | Marco Giovannetti        |
| 1994                      | Rolf Sørensen         | Gianluca Bortolami     | Davide Cassani           |
| 1995                      | Gianni Bugno          | Paolo Lanfranchi       | Andrea Tafi              |
| 1996                      | Andrea Ferrigato      | Alberto Elli           | Massimo Podenzana        |
| 1997                      | Frank Vandenbroucke   | Daniele Nardello       | Carlo Finco              |
| 1998                      | Francesco Casagrande  | Stefano Cattai         | Paolo Savoldelli         |
| 1999                      | Francesco Casagrande  | Ivan Basso             | Fabio Sacchi             |
| 2000                      | Evgueni Seniouskine   | Massimo Donati         | Luca Mazzanti            |
| 2001                      | Gianni Faresin        | Luca Mazzanti          | Daniele De Paoli         |
| 2002                      | Salvatore Commesso    | Fabio Sacchi           | Matteo Tosatto           |
| 2003                      | Filippo Pozzato       | Alessandro Spezialetti | Claudio Bartoli          |
| 2004                      | Danilo Di Luca        | Paolo Bossoni          | Oscar Camenzind          |
| 2005                      | Ruggero Marzoli       | Paolo Bailetti         | Fortunato Baliani        |
| 2006                      | Ruslan Pidhornyy      | Pasquale Muto          | Raffaele Ferrara         |
| 2007                      | Filippo Pozzato       | Alessandro Bertolini   | Luca Mazzanti            |
| 2008                      | Paolo Bettini         | Francesco Reda         | Pasquale Muto            |
| 2009 edição não realizada |                       |                        |                          |
| 2010                      | Riccardo Chiarini     | Leonardo Bertagnolli   | Miguel Ángel Rubiano     |
| 2011                      | Oscar Gatto           | Davide Rebellin        | Miguel Ángel Rubiano     |
| 2012                      | Pierpaolo De Negri    | Marko Kump             | Fabio Taborre            |
| 2013                      | Sébastien Reichenbach | Johann Tschopp         | Enrico Battaglin         |
| 2014 edição não realizada |                       |                        |                          |
| 2015                      | Evgeny Shalunov       | Andrea Pasqualon       | Davide Viganò            |
| 2016                      | Vincenzo Albanese     | Manuel Belletti        | Davide Viganò            |
| 2017                      | Sergey Shilov         | Manuel Belletti        | Marco Canola             |
| 2018                      | Davide Ballerini      | Giovanni Visconti      | Marco Tizza              |
| 2019                      | Matteo Trentin        | Andrey Amador          | Daniel Savini            |
| 2020                      | Valerio Conti         | Diego Rubio            | Daniel Savini            |
| 2021                      | Matteo Trentin        | Jhonatan Restrepo      | Valentin Ferron          |
| 2023                      | Sjoerd Bax            | Simone Velasco         | Lorenzo Rota             |
| 2024                      | Orluis Aular          | Alessandro Covi        | Alexey Lutsenko          |
| 2025                      |                       |                        |                          |

## Palmarés por países
| País         | Vitórias |
| ------------ | -------- |
| Itália       | 57       |
| Dinamarca    | 3        |
| Suíça        | 3        |
| Bélgica      | 3        |
| Rússia       | 2        |
| Suécia       | 1        |
| Austrália    | 1        |
| Bielorrússia | 1        |
| Ucrânia      | 1        |